# 吐蕃帝國歷史年表

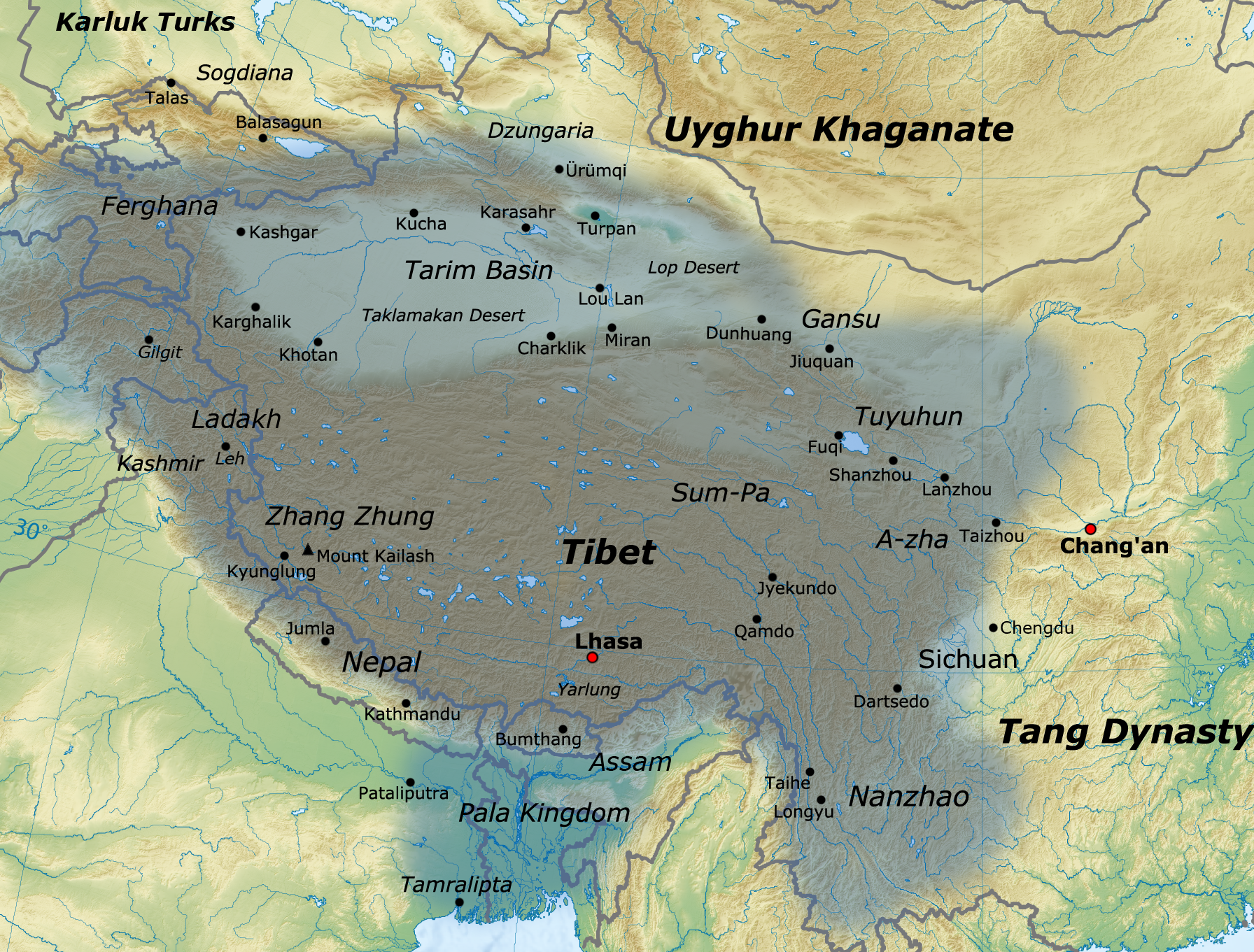
吐蕃帝國极盛时期势力范围

吐蕃帝國歷史年表依年份記錄吐蕃帝國歷史上的大事。吐蕃是歷史上一個藏人帝國君主制政權，公元七世紀時由「松贊干布」建立（也有以七世紀為吐蕃歷史之始）。「松贊干布」定都拉薩，娶唐「文成公主」，統一青藏高原，創立藏文，制定官制與法律。「芒松芒贊」在位期間滅吐谷渾，並向塔里木盆地擴張。「赤都松贊」在位時使南詔臣服。「赤德祖贊」娶唐「金城公主」。「赤松德贊」在位時以佛教為國教，建桑耶寺，洗劫唐朝首都長安。842年贊普「朗達瑪」遇刺後因爭位發生内战，進入分裂时期。
吐蕃強盛時，勢力向西越過帕米爾高原抵達中亞阿姆河，北達天山南路全境（塔里木盆地）以及部份天山北路，東據河西、隴右到今陝西中部，東南南詔稱臣，南以恆河與天竺（今印度）為界。

## 七世紀

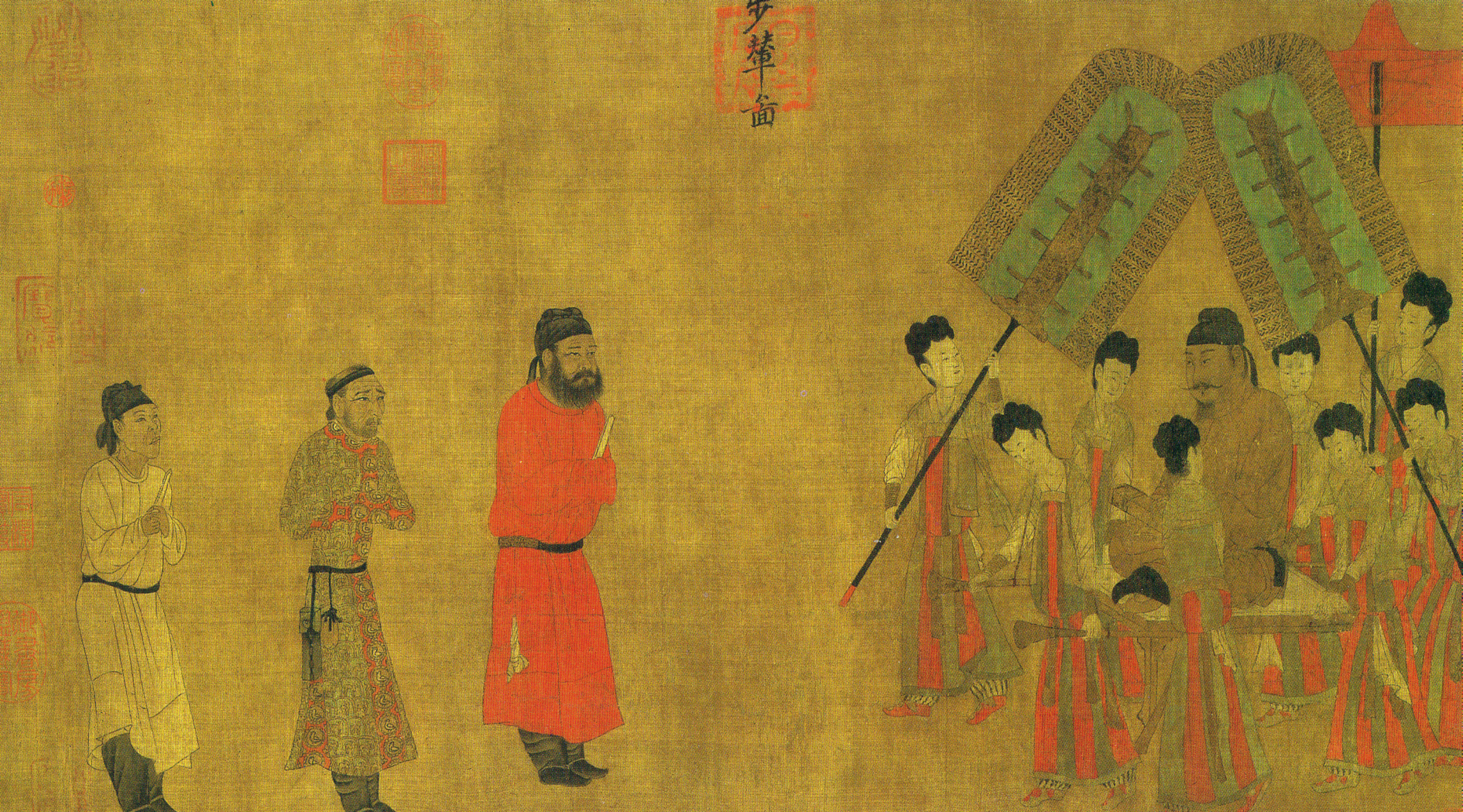
唐太宗在宮內接見祿東讚。左二為祿東讚。唐閻立本繪。

說明：
| 年                                                                 | 贊普     | 大事 |
| ------------------------------------------------------------------ | -------- | --- |
| 608                                                                | 囊日論贊 | 隋煬帝大業四年，吐蕃首次遣使到中國。 |
| 618                                                                | 松贊干布 | 囊日論贊去世后，其子松贊干布繼位，國號「大蕃」或「吐蕃」。 |
|                                                                    | 松贊干布 | 傳說尼波羅國（今尼泊爾）的尺尊公主嫁給松贊干布，將佛教帶進西藏。藏傳佛教「前傳期」開始。                                                                                       |
| 634                                                                | 松贊干布 | 松赞干布遣使到唐，唐太宗遣行人馮德遐使吐蕃。 |
| 635                                                                | 松贊干布 | 尼波羅國的王子那陵提婆因叔父篡位逃到吐蕃。 |
| 637                                                                | 松贊干布 | 松赞干布與象雄聯合打败了吐谷浑，使親吐谷浑的党项和白蘭部族臣服。 |
| 638                                                                | 松贊干布 | 吐蕃袭击松州（今四川松潘），唐朝和吐蕃的第一次戰役松州之戰爆發。 |
| 638                                                                | 松贊干布 | 吐蕃的禄东赞来到唐朝，要求娶公主。 |
| 640                                                                | 松贊干布 | 禄东赞带着贡品来到唐朝，唐朝許嫁公主。 |
| 641                                                                | 松贊干布 | 松赞干布率军征服尼波羅國，助那陵提婆復位，尼波羅成為吐蕃屬國。 |
| 641                                                                | 松贊干布 | 唐朝的文成公主嫁給松赞干布来到吐蕃。 |
| 644                                                                | 松贊干布 | 松贊干布之妹賽瑪噶婚後被象雄王李迷夏冷落，松贊干布出兵殺李迷夏，兼并象雄，任命瓊波·邦色為象雄總管。                                                                            |
| 648                                                                | 松贊干布 | 戒日王死後臣下阿羅那順篡位，欲囚唐使，王玄策向吐蕃求援，松赞干布出兵生擒阿羅那順。印度北方諸邦成為吐蕃屬國。                                                                   |
| 648                                                                | 松贊干布 | 唐將阿史那社爾率鐵勒、突厥、吐蕃、吐谷渾聯軍擊敗龜茲，擒國王白訶黎布失畢，安西都護府遷到龜茲，統于阗、碎葉、疏勒，號「安西四鎮」。                                             |
|                                                                    | 松贊干布 | 派吞彌·桑布扎等人留學印度，他回吐蕃後創製了藏文。 |
| 遷都拉薩。建大昭寺、小昭寺。                                       | 松贊干布 | |
| 以佛教「十善法」為基礎制定《神教十善法》，又制定《入教十六淨法》。 | 松贊干布 | |
| 649                                                                | 芒松芒赞 | 松赞干布去世，他的孙子芒松芒赞成为贊普，禄东赞成为摄政王。 |
| 655                                                                | 芒松芒赞 | 祿東贊（《吐蕃贊普傳記》說是松赞干布）制訂吐蕃史上第一部法律「欽定六大法」。                                                                                                   |
| 656                                                                | 芒松芒赞 | 吐蕃攻击絲路重鎮小勃律（今巴基斯坦吉爾吉特）。 |
| 656                                                                | 芒松芒赞 | 吐蕃祿東贊率兵一十二萬击败了白蘭部族。 |
| 659                                                                | 芒松芒赞 | 达延莽布支在乌海东岱与唐將蘇定方交战，达延死，以八万之众败于一千。 |
| 660                                                                | 芒松芒赞 | 論欽陵攻吐谷浑。 |
| 660                                                                | 芒松芒赞 | 吐蕃征服了瓦罕走廊。 |
| 662                                                                | 芒松芒赞 | 唐將蘇海政征龜茲，與西突厥兩可汗會師，因阿史那步真誣告，殺阿史那彌射。得勝回程到疏勒時，西突厥的弓月部引吐蕃軍挑戰，海政以軍資賄賂吐蕃。西突厥從此漸附吐蕃。                   |
| 663                                                                | 芒松芒赞 | 吐蕃征服了吐谷渾，其可汗、唐朝公主等數千人逃到唐朝。吐蕃攻打于阗，但被击退。                                                                                                   |
| 665                                                                | 芒松芒赞 | 吐蕃和其盟友突厥佔領于阗。 |
| 667                                                                | 芒松芒赞 | 西突厥對吐蕃稱臣。禄东赞去世。 |
| 670                                                                | 芒松芒赞 | 吐蕃與于阗聯軍夺取龟兹以及天山以南地區，唐朝撤銷安西四鎮。论钦陵在大非川之战大敗唐将薛仁贵。                                                                                   |
| 673                                                                | 芒松芒赞 | 唐重新夺回龟兹。 |
| 676                                                                | 芒松芒赞 | 吐蕃袭击迭州（今甘南迭部县）、扶州（今四川九寨溝縣）和涇州（今甘肅涇川縣）。洗劫冯田和武功。                                                                                   |
| 677                                                                | 赤都松贊 | 芒松芒赞去世，其子赤都松贊繼位。 |
| 677                                                                | 赤都松贊 | 象雄地區叛亂，次年為噶爾氏家族平定。 |
| 677                                                                | 赤都松贊 | 吐蕃侵占龟兹 |
| 678                                                                | 赤都松贊 | 吐蕃的论钦陵在青海地区击败唐將李敬玄十八萬人，俘獲工部尚書劉審禮。吐蕃攻佔安西四鎮。                                                                                           |
| 679                                                                | 赤都松贊 | 西突厥十姓可汗阿史那都支與吐蕃聯合攻打安西都護府，被唐将裴行儉擊敗，唐朝重設安西四鎮（以焉耆取代碎葉）。                                                                       |
| 680                                                                | 赤都松贊 | 吐蕃攻佔通南詔要路的安戎城（今四川茂縣）。 |
| 681                                                                | 赤都松贊 | 吐蕃論贊婆入侵青海地区，被唐黑齒常之擊败。 |
| 687                                                                | 赤都松贊 | 吐蕃奪取喀什，控制了西域。 |
| 690                                                                | 赤都松贊 | 吐蕃的论钦陵在伊塞克湖击败了唐将韋待價。 |
| 692                                                                | 赤都松贊 | 唐将王孝傑从吐蕃手中收回安西四镇。 |
| 694                                                                | 赤都松贊 | 吐蕃論贊刃與西突厥十姓可汗阿史那俀子南下，被唐武威道行軍總管王孝傑於泠泉（今山西境內）及大嶺（今青海邊境）擊敗。碎葉鎮守使韓思忠擊敗泥熟俟斤及突厥施質汗，佔領吐蕃泥熟沒斯城。 |
| 696                                                                | 赤都松贊 | 吐蕃的論欽陵在洮州（今甘肅臨潭縣）击败唐将王孝傑，并进攻凉州（今甘肅武威市）殺都督許欽明。                                                                                     |
| 699                                                                | 赤都松贊 | 赤都松贊誅殺噶爾氏家族，论钦陵兵敗自殺，其子論弓仁與其弟贊婆率千餘人降唐。 |

## 八世纪
| 年                                                                             | 贊普     | 大事 |
| ------------------------------------------------------------------------------ | -------- | --- |
| 700                                                                            | 赤都松贊 | 赤都松贊攻河州（今甘肅臨夏市）。麴莽布支率數萬騎攻凉州，圍贊婆駐守的昌松縣(今甘肅武威市東南)，遭唐將唐休璟擊敗。                   |
| 701                                                                            | 赤都松贊 | 赤都松贊与突厥结盟，攻打凉州、松州和洮州。                                                                                         |
| 702                                                                            | 赤都松贊 | 吐蕃攻打茂州（今四川茂縣）。 |
| 703                                                                            | 赤都松贊 | 赤都松贊親征南诏（今雲南）。 |
| 704                                                                            | 赤都松贊 | 吐蕃袭击泰爾梅茲。赤都松贊使南诏的國王交稅，黑苗稱臣。                                                                             |
| 704                                                                            | 拉跋布   | 赤都松贊死於征南诏途中，其子拉跋布繼位。                                                                                           |
| 705                                                                            | 赤德祖贊 | 沒廬·赤瑪類废黜了拉跋布，立赤都松贊的一歲兒子赤德祖贊。                                                                            |
| 706                                                                            | 赤德祖贊 | 唐蕃在神龍二年舉行第一次劃界會盟「神龍盟誓」，劃定青海一帶邊界。                                                                   |
| 710                                                                            | 赤德祖贊 | 吐蕃征服了小勃律。 |
| 710                                                                            | 赤德祖贊 | 唐朝安西都護張玄表入侵吐蕃东北。                                                                                                   |
| 710                                                                            | 赤德祖贊 | 唐朝攝監察御史李知古攻佔原附吐蕃的姚州蠻。                                                                                         |
| 710                                                                            | 赤德祖贊 | 唐高宗的曾孙女金城公主嫁給赤德祖贊；鄯州都督楊矩受賄，唐睿宗准其奏將河西九曲（甘肃黄河以北的地區）送給吐蕃，作為金城公主的湯沐邑。 |
| 712                                                                            | 赤德祖贊 | 太后赤瑪類逝世。赤德祖贊年幼，由乞力徐等重臣攝政。                                                                                 |
| 714                                                                            | 赤德祖贊 | 吐蕃大論乞力徐攻打临洮、兰州、渭州（今甘肅定西市）再攻渭源，唐玄宗下詔欲親征，因薛訥、王晙重創擊退吐蕃而止。                       |
| 715                                                                            | 赤德祖贊 | 吐蕃與大食聯軍攻打唐朝的属国拔汗那國（今譯费尔干纳），為北庭大都護府都護呂休璟、監察御史張孝嵩擊敗。吐蕃勢力退到蔥嶺南部。         |
| 717                                                                            | 赤德祖贊 | 突騎施、伍麥亞王朝、吐蕃聯軍攻打撥換城（今新疆阿克苏）和大石城（今新疆烏什縣），被安西節度使湯嘉惠擊敗。                           |
| 720                                                                            | 赤德祖贊 | 吐蕃占领大石城。 |
| 722                                                                            | 赤德祖贊 | 吐蕃圍小勃律，遭唐北庭節度使張孝嵩派張思禮率四千人擊退。                                                                           |
| 726                                                                            | 赤德祖贊 | 吐蕃的悉諾邏恭祿攻打甘州（今张掖），但主力死於暴风雪，殘部被唐涼州都督王君㚟消滅。                                                 |
| 727                                                                            | 赤德祖贊 | 吐蕃及其突厥盟友攻击龜茲。悉諾邏恭祿掠瓜州（今甘肅瓜州縣），俘其刺史，又攻肅州（今甘肅酒泉）。                                     |
| 728                                                                            | 赤德祖贊 | 吐蕃袭击龟兹。 |
| 728                                                                            | 赤德祖贊 | 赤德祖贊殺大貢論悉諾邏恭祿。 |
| 729                                                                            | 赤德祖贊 | 唐朝張守珪在西宁大败吐蕃。 |
| 730                                                                            | 赤德祖贊 | 唐信安王李禕攻佔石堡城（今青海省湟源縣西南），改為振武軍。                                                                         |
| 734                                                                            | 赤德祖贊 | 唐蕃雙方在赤嶺（今青海省湟源縣日月山）立碑定界。吐蕃遣王姊卓瑪類嫁突騎施蘇祿可汗為妻。                                             |
| 737                                                                            | 赤德祖贊 | 吐蕃末·結桑東則布征服了小勃律。 |
| 737                                                                            | 赤德祖贊 | 唐河西節度使崔希逸与吐蕃将军乞力徐殺白狗為盟，撤邊防軍以利放牧。崔希逸於青海奇襲吐蕃，乞力徐逃走。唐蕃絕交。                       |
| 738                                                                            | 赤德祖贊 | 唐劍南節度使王昱圍困安戎城，被吐蕃擊敗。                                                                                           |
| 739                                                                            | 赤德祖贊 | 唐朝在鄯州（今青海西寧、湟中）取得了对吐蕃的重大胜利。                                                                             |
| 740                                                                            | 赤德祖贊 | 唐朝劍南節度使章仇兼瓊从吐蕃手中夺回安戎城。                                                                                       |
| 741                                                                            | 赤德祖贊 | 吐蕃在青海地区袭击唐朝但被擊退。吐蕃攻佔石堡城。                                                                                   |
| 742                                                                            | 赤德祖贊 | 隴右節度使皇甫惟明、河西節度使王倕入侵吐蕃东北，杀死数千藏民。                                                                     |
| 743                                                                            | 赤德祖贊 | 皇甫惟明入侵吐蕃，从吐蕃手中收复河西九曲。                                                                                         |
| 745                                                                            | 赤德祖贊 | 皇甫惟明攻打石堡城，遭受重大損失。                                                                                                 |
| 747                                                                            | 赤德祖贊 | 唐將高仙芝攻佔小勃律。唐董延光攻石堡城不克。                                                                                       |
| 749                                                                            | 赤德祖贊 | 唐隴右節度使哥舒翰攻陷石堡城，死者數萬，俘虜吐蕃鐵刃悉諾羅等四百人。                                                               |
| 751                                                                            | 赤德祖贊 | 阿拔斯王朝與吐蕃在怛羅斯戰役擊敗唐將高仙芝。唐朝向西的擴張中止。                                                                   |
| 752                                                                            | 赤德祖贊 | 南詔國王閣羅鳳臣服吐蕃，吐蕃稱為「贊普鍾」（「鍾」意為「弟」，即贊普之弟）。南詔改元贊普鍾，立碑紀念。                             |
| 753                                                                            | 赤德祖贊 | 哥舒翰把吐蕃从黄河上游的九曲地区驱逐出去。                                                                                         |
| 755                                                                            | 赤松德贊 | 赤德祖贊被兩位大臣谋杀，其子赤松德贊繼位。                                                                                         |
| 755                                                                            | 赤松德贊 | 吐蕃殺蘇毗王沒陵贊，其子悉諾邏奔唐，唐封為懷義王。                                                                                 |
| 757                                                                            | 赤松德贊 | 吐蕃征服了鄯州 |
| 762                                                                            | 赤松德贊 | 唐肅宗為集中兵力平安史之亂，許歲貢絹繒五萬匹給吐蕃以罷兵。                                                                         |
| 762                                                                            | 赤松德贊 | 赤松德贊下詔以佛教为國教。 |
| 763                                                                            | 赤松德贊 | 唐代宗拒不納貢。吐蕃军10万人入侵唐朝，占领唐朝首都长安，立金城公主侄李承宏為帝，15天後退兵。                                       |
| 764                                                                            | 赤松德贊 | 吐蕃7万餘人的軍隊入侵唐朝占领涼州，但被嚴武击败。                                                                                  |
| 764                                                                            | 赤松德贊 | 吐蕃军3万人与回鶻汗國聯合入侵唐朝，推进到奉天（今陝西乾县）两次，但是郭子仪说服回鶻助唐，吐蕃退軍。                                |
| 765                                                                            | 赤松德贊 | 十月吐蕃、回紇再度聯兵侵唐，郭子儀說服回紇大帥藥葛羅與唐結盟，反將吐蕃擊潰。                                                       |
| 766                                                                            | 赤松德贊 | 吐蕃征服了甘州和肅州。 |
| 767                                                                            | 赤松德贊 | 赤松德贊立碑紀念恩蘭·達札路恭攻唐等功績。恩蘭·達札路恭紀功碑是現存最早的吐蕃碑刻。                                                 |
|                                                                                | 赤松德贊 | 攻打天竺，恆河北岸的各個天竺小國紛紛投降，成為吐蕃屬國。                                                                           |
| 渡過恆河攻入中天竺的摩揭陀國，摩揭陀國成為吐蕃屬國。                           | 赤松德贊 | |
| 在恆河北岸豎立大鐵柱以標明吐蕃與天竺之間的地界。                               | 赤松德贊 | |
| 迎請寂護及蓮華生大士由印度入藏，分別帶來那爛陀寺傳承與密教。廣泛翻譯佛教經典。 | 赤松德贊 | |
| 776                                                                            | 赤松德贊 | 吐蕃征服了瓜州。 |
| 779                                                                            | 赤松德贊 | 吐蕃第一座三寶具足的佛寺桑耶寺落成。在桑耶寺立《興佛證盟碑》，碑文表示贊普臣民發誓世代尊奉佛教。                                   |
| 781                                                                            | 赤松德贊 | 吐蕃征服了哈密。 |
| 783                                                                            | 赤松德贊 | 吐蕃与唐朝签订《清水之盟》，结束了敌对状态。                                                                                       |
| 784                                                                            | 赤松德贊 | 朱泚反，唐德宗出奔，許吐蕃安西和北庭都護府以平亂；亂平唐朝不與地，《清水之盟》遂废。                                               |
| 785                                                                            | 赤松德贊 | 唐朝劍南西川節度使韋皋遣使通好南詔，後屢敗吐蕃軍進犯。                                                                             |
| 786                                                                            | 赤松德贊 | 吐蕃尚結贊攻克鹽州（今陝西定邊縣）和夏州（位於今陝西及內蒙古）。                                                                   |
| 787                                                                            | 赤松德贊 | 吐蕃在平涼劫盟，當场俘获许多唐朝官员和將領。                                                                                       |
| 787                                                                            | 赤松德贊 | 尚結贊摧毀了鹽州和夏州後撤離。 |
| 787                                                                            | 赤松德贊 | 吐蕃占领敦煌和龟兹。 |
| 788                                                                            | 赤松德贊 | 唐朝在西昌击败吐蕃。 |
| 789                                                                            | 赤松德贊 | 吐蕃袭击隴州（今陝西隴縣）、涇州和彬州。唐西川節度使韋皋遣王有道與吐蕃戰於巂州台登谷，殺大兵馬使乞藏遮遮，數年盡復巂州。           |
| 790                                                                            | 赤松德贊 | 吐蕃征服了庭州（今新疆吉木萨尔县）。                                                                                               |
| 792                                                                            | 赤松德贊 | 吐蕃征服了高昌與和田。 |
| 792                                                                            | 赤松德贊 | 回鶻汗國將吐蕃逐出高昌、龜茲和焉耆。                                                                                               |
| 793                                                                            | 赤松德贊 | 唐将韋皋攻破了吐蕃堡柵50个，击败了吐蕃3万多人，收复了延州（今陕西延安）。                                                          |
| 794                                                                            | 赤松德贊 | 印度中觀學派與中國禪宗之間的拉薩法諍（又稱「頓漸之諍」）結束，藏傳佛教此後以「漸修」為主流。                                       |
| 796                                                                            | 赤松德贊 | 吐蕃袭击庆州（今甘肃庆阳），但是戰事在尚結贊死后戛然而止。                                                                         |
| 797                                                                            | 穆尼贊普 | 赤松德贊退位，其子穆尼贊普繼位。                                                                                                   |
| 798                                                                            | 穆尼贊普 | 穆尼贊普去世，赤松德贊再度統治。                                                                                                   |

## 九世纪
| 年  | 贊普                                                                                     | 大事 |
| --- | ---------------------------------------------------------------------------------------- | --- |
| 800 | 牟如贊普                                                                                 | 赤松德贊去世，牟如贊普成为贊普。 |
| 801 | 牟如贊普                                                                                 | 南诏和唐軍聯軍進攻維州、瀘水打败吐蕃和阿拔斯王朝的奴隶軍。                                                                                       |
| 802 | 赤德松贊                                                                                 | 赤德松贊成为贊普。 |
| 804 | 赤德松贊                                                                                 | 牟如贊普去世。 |
| 808 | 赤德松贊                                                                                 | 回鶻汗國奪取涼州。 |
| 808 | 赤德松贊                                                                                 | 沙陀被吐蕃擊敗，投奔唐朝。 |
| 809 | 赤德松贊                                                                                 | 吐蕃袭击回鶻汗國的使唐團。 |
| 810 | 赤德松贊                                                                                 | 吐蕃袭击阿拔斯王朝。 |
| 813 | 赤德松贊                                                                                 | 回鶻汗國越过戈壁沙漠攻击吐蕃。 |
| 814 | 赤德松贊                                                                                 | 阿拔斯王朝的哈里发馬蒙襲擊吐蕃的瓦罕和小勃律，將一名吐蕃指挥官和藏族骑兵虜回巴格达。                                                             |
| 815 | 赤祖德贊                                                                                 | 赤德松贊去世，其子赤祖德贊繼位。 |
| 816 | 赤祖德贊                                                                                 | 吐蕃袭击回鶻汗國首都窩魯朵八里未果。 |
| 819 | 赤祖德贊                                                                                 | 吐蕃袭击庆州（今甘肃庆阳）。 |
| 821 | 赤祖德贊                                                                                 | 吐蕃袭唐，遭延州總管擊退。 |
| 821 | 赤祖德贊                                                                                 | 唐於長慶元年和吐蕃在長安签订長慶會盟，唐朝承认吐蕃拥有西域以及隴右和河西地区（今甘肃省）。                                                       |
| 823 | 赤祖德贊                                                                                 | 於長安、拉薩等地立唐蕃會盟碑紀念長慶會盟。此盟使雙方邊境維持了二十餘年的和平。                                                                   |
| 831 | 赤祖德贊                                                                                 | 吐蕃维州守将悉恆謀率部以城降唐，西川节度使李德裕接纳，唐文宗接受宰相牛僧孺的建議，人與地皆還吐蕃，吐蕃盡誅悉恆謀部，成为牛李党争的一个重要事件。 |
| 838 | 朗达玛                                                                                   | 赤祖德贊去世，其兄朗达玛繼位。 |
| 842 | 朗达玛                                                                                   | 朗达玛被刺，雲丹與俄松爭位發生内战，吐蕃进入分裂時期。                                                                                           |
| 843 |                                                                                          | 高昌回鶻占领焉耆和库车。 |
| 847 | 吐蕃軍队袭击河西走廊，但在延州被唐軍击败。                                               | |
| 848 | 張議潮叛，奪取吐蕃的沙州（今敦煌）和瓜州。                                               | |
| 849 | 原州以西吐蕃七個營的官兵降唐。                                                           | |
| 850 | 張議潮奪取哈密、甘州和肅州（今酒泉）。                                                   | |
| 851 | 張議潮取高昌及于阗，唐朝封他為沙州防禦使。                                               | |
| 866 | 吐蕃退回到青藏高原。                                                                     | |
| 869 | 吐蕃爆發臣民大反叛，陷入長期地方割據。                                                   | |
| 877 | 起义军发掘赞普陵墓，逐杀王室和贵族，吐蕃王朝彻底崩溃，西藏正式进入分裂割据的吐蕃分裂时期 | |

## 引用
1. ↑  Beckwith（1987年），第xvi-xvii页
2. 1 2  Tuttle（2013年），第xv页
3. 1 2 3 4 5  Tuttle（2013年），第xvi页
4. ↑  林冠群（2011年），第44页
5. ↑  Beckwith（1987年），第18-19页
6. ↑  隋書·卷83·附國：大業四年，其王遣使素福等八人入朝。明年，又遣其弟子宜林率嘉良夷六十人朝貢。欲獻良馬，以路險不通，請開山道以修職貢。煬帝以勞人不許。⋯⋯大業中，來朝貢。緣西南邊置諸道總管，以遙管之。
7. ↑  Hazod（2002年），第37页
8. ↑  劉立千（2000年）
9. ↑  王沂暖（1980年），第28页
10. ↑  Beckwith（1987年），第19页
11. ↑  Blondeau & Buffetrille（2008年），第5页
12. ↑  Tucci（1962年），第126页
13. ↑  Heller（2007年）
14. 1 2 3 4 5 6 7  新唐書·卷216上·列傳第一百四十一上·吐蕃上
15. ↑  Beckwith（1987年），第21页
16. ↑  van Schaik（2011年），第6页
17. 1 2  舊唐書·卷198·泥婆羅國
18. ↑  Beckwith（1987年），第22页
19. 1 2 3  新唐書·卷221上·西域上
20. 1 2  Beckwith（1987年），第23页
21. ↑  Powers（2004年），第168-169页
22. ↑  van Schaik（2011年），第7页
23. ↑  Beckwith（1987年），第24页
24. ↑  Xiong（2009年），第cix页
25. ↑  Uray（1968年），第296页
26. ↑  Beckwith（1987年），第25页
27. ↑  尚永亮（2016年），第52页
28. ↑  資治通鑑·卷198
29. ↑  資治通鑑·卷199
30. 1 2  Blondeau & Buffetrille（2008年），第331页
31. ↑  胡兴东（2015年），第323–324页
32. ↑  French（2002年），第41-42页
33. ↑  Beckwith（1987年），第26页
34. ↑  林冠群（2011年），第211页
35. 1 2 3 4 5  Bregel（2003年），第17页
36. ↑  Wang（2013年），第145页
37. ↑  冊府元龜·卷995
38. ↑  Beckwith（1987年），第27-28页
39. ↑  王尧 & 陈践（1992年）
40. ↑  根敦瓊培（1981年），第71页
41. ↑  黄正建（1985年），第132页
42. ↑  胡小鹏 & 杨惠玲（2003年），第92页
43. ↑  資治通鑑·卷200
44. ↑  林冠群（2016年），第176页
45. ↑  Beckwith（1987年），第30页
46. ↑  林冠群（2011年），第430页
47. ↑  資治通鑑/卷201
48. ↑  Wang（2013年），第146页
49. 1 2 3  Beckwith（2009年），第130页
50. ↑  Beckwith（1987年），第32页
51. ↑  Xiong（2009年），第cx页
52. 1 2  Graff（2002年），第206页
53. ↑  舊唐書·卷5
54. ↑  Wang（2013年），第147页
55. ↑  Wang（2013年），第148页
56. 1 2  Beckwith（1987年），第43页
57. ↑  Shakabpa（1967年），第32页
58. 1 2  Xiong（2008年），第45页
59. ↑  資治通鑑·卷202
60. ↑  《文獻通考·卷三百三十六·四裔考十三》
61. ↑  林冠群（2016年），第192页
62. ↑  Wang（2013年），第149页
63. ↑  資治通鑑·卷202
64. ↑  Beckwith（1987年），第50页
65. 1 2  Wang（2013年），第150页
66. ↑  Bregel（2003年），第16页
67. 1 2 3 4 5  舊唐書·卷196上
68. ↑  資治通鑑·卷205
69. ↑  Beckwith（1987年），第56页
70. ↑  Beckwith（1987年），第57页
71. 1 2  Wang（2013年），第151页
72. ↑  新唐書·卷215下
73. ↑  Beckwith（1987年），第61页
74. 1 2  Beckwith（1987年），第63页
75. ↑  資治通鑑·卷207
76. 1 2  Beckwith（1987年），第64页
77. ↑  Beckwith（1987年），第67页
78. ↑  Beckwith（1987年），第64-65页
79. ↑  Beckwith（1987年），第69页
80. ↑  林冠群（2011年），第242-243页
81. ↑  . 西藏在线.   [2018-12-09]. （原始内容存档于2018-12-09）.
82. ↑  Wang（2013年），第157-8页
83. ↑  Beckwith（1987年），第76页
84. ↑  資治通鑑·卷210
85. ↑  Wang（2013年），第155页
86. ↑  林冠群（2016年），第283页
87. ↑  Wang（2013年），第156-7页
88. ↑  林冠群（2016年），第326-328页
89. 1 2 3  Bregel（2003年），第18页
90. ↑  Xiong（2008年），第cxi页
91. ↑  資治通鑑·卷211
92. ↑  Wang（2013年），第157页
93. ↑  林冠群（2011年），第433页
94. 1 2  Bregel（2003年），第19页
95. ↑  Wang（2013年），第158页
96. ↑  林冠群（2016年），第290页
97. 1 2  Wang（2013年），第159页
98. 1 2  Wang（2013年），第160页
99. ↑  新唐書·卷133·王君㚟
100. 1 2  Xiong（2009年），第cxi页
101. 1 2  舊唐書·卷99·蕭嵩
102. ↑  Wang（2013年），第161页
103. 1 2  司馬光（1987年），第63页
104. ↑  Wang（2013年），第164页
105. ↑  林冠群（2016年），第289页
106. ↑  林冠群（2016年），第294-295页
107. ↑  袁樞（2001年），第6723页
108. 1 2  Wang（2013年），第165页
109. 1 2 3  Graff（2002年），第213页
110. ↑  Wang（2013年），第165-6页
111. ↑  資治通鑑·卷214
112. 1 2 3  Wang（2013年），第166页
113. ↑  Beckwith（1987年），第128页
114. ↑  資治通鑑·卷215
115. ↑  新唐書·卷5
116. ↑  Beckwith（1987年），第129页
117. ↑  新唐書·卷135·高仙芝
118. ↑  資治通鑑·卷215
119. ↑  司馬光（1987年），第36-37页
120. ↑  資治通鑑·卷216
121. 1 2 3  Xiong（2009年），第cxii页
122. ↑  Bulliet（2010年），第286页
123. ↑  舊唐書·卷197·南詔蠻
124. ↑  新唐書·卷222上
125. ↑  南詔德化碑
126. ↑  Beckwith（1987年），第142页
127. ↑  資治通鑑·卷217
128. ↑  新唐書·卷221下·西域下
129. ↑  Wang（2013年），第167页
130. ↑  林冠群（2011年），第389页
131. ↑  van Schaik（2011年），第30页
132. ↑  Schaeffer，Kapstein & Tuttle（2013年），第60页
133. ↑  Wang（2013年），第169页
134. ↑  舊唐書·卷86·高宗諸子·章懷太子賢·子 承宏
135. ↑  資治通鑑·卷223
136. ↑  舊唐書·卷117·嚴武
137. ↑  《舊唐書·卷一百九十五·迴紇》
138. 1 2 3 4  Beckwith（1987年），第149页
139. ↑  林冠群（2016年），第638页
140. ↑  Schaeffer，Kapstein & Tuttle（2013年），第65页
141. 1 2 3 4  Bregel（2003年），第21页
142. ↑  Beckwith（1987年），第150页
143. ↑  資治通鑑·卷231
144. 1 2  舊唐書·卷140
145. ↑  Beckwith（1987年），第150-51页
146. ↑  舊唐書·卷134·馬燧
147. 1 2  Beckwith（1987年），第151页
148. ↑  Beckwith（1987年），第152页
149. 1 2 3  Wang（2013年），第183页
150. ↑  Wang（2013年），第182页
151. ↑  資治通鑑·卷233
152. 1 2  Beckwith（1987年），第154页
153. ↑  Beckwith（1987年），第156页
154. ↑  Roccasalvo（1980年）
155. ↑  van Schaik（2011年），第37-39页
156. ↑  Shakabpa（1967年），第46页
157. ↑  Wangdu等，第23,92页
158. 1 2  舊唐書·卷196下
159. 1 2 3 4  Dotson（2007年），第15页
160. ↑  Beckwith（1987年），第157页
161. ↑  Beckwith（1987年），第163页
162. ↑  Beckwith（1987年），第163-4页
163. 1 2  Beckwith（1987年），第164页
164. ↑  Beckwith（1987年），第160页
165. ↑  Beckwith（1987年），第162页
166. ↑  Shakabpa（1967年），第46–47页
167. ↑  Yeshe De Project（1986年），第284, 290–291页
168. ↑  Beckwith（1987年），第165页
169. ↑  Wang（2013年），第185-6页
170. ↑  Beckwith（1987年），第166页
171. ↑  Wang（2013年），第187页
172. ↑  Xiong（2009年），第cxiii页
173. ↑  Beckwith（1987年），第167页
174. ↑  林冠群（2016年），第643页
175. ↑  Shakabpa（1967年），第51页
176. 1 2  Beckwith（1987年），第168页
177. 1 2 3  Wang（2013年），第188页
178. ↑  Rong（2013年），第40页
179. ↑  Beckwith（1987年），第171页
180. ↑  Wang（2013年），第189页
181. ↑  林冠群（2016年），第379页
182. ↑  . 中央研究院歷史語言研究所.   [2008-09-30]. （原始内容存档于2017-08-03）.